# 神奈川大学人文学研究所
神奈川大学人文学研究所（かながわだいがくじんぶんがくけんきゅうじょ）は、神奈川県横浜市にある神奈川大学の附置研究所。

## 概要
神奈川大学人文学研究所は1963年、人文学研究領域相互の活発な研究活動を支援することを目的に神奈川大学の付属研究所として設立された。人文学に関する研究及び調査、
研究資料の収集及び整理、研究及び調査成果の発表のための、『人文学研究叢書』や『人文学研究所報』などの刊行物の発行、シンポジウムや講演会開催の活動を行う。

## 沿革
- 1963年　神奈川大学人文学研究所設立
- 1991年、中国浙江大学日本文化研究所と学術交流協定締結
- 2007年  イギリス・アメリカ・中国の研究者を招いて国際シンポジウム「日本の文化変容と異文化」開催
- 2009年  イタリア（ヴェネツィア大学）の研究者を招いて国際シンポジウム「表象としての＜日本＞：近代ヨーロッパの場合」開催

## 組織
- 神奈川大学人文学研究所

## 研究
人文学研究所の主な活動は人文学研究であるが、研究成果として以下のものがある。
- 実存哲学の研究として、哲学者草薙正夫、信太正三（無限革命論の研究）、湯田豊らによるもの
- 比較文明学研究として、山本新 (文明学者)によるアーノルド・J・トインビー研究や、神川正彦による研究

## 著名な研究者
- 草薙正夫-ヤスパース研究・実存主義
- 信太正三-ニーチェ研究、実存主義
- 湯田豊-インド哲学・実存主義
- 工藤喜作－スピノザ研究・筑波大学
- 山本新 (文明学者)-アーノルド・トインビー研究
- 神川正彦-比較文明学
- 伊坂青司-哲学
- 坪井雅史-倫理学　国際理解論　外国語学部長
- 上原雅文-自然観の東西比較　神奈川大学人文学会、人文学研究所所長
- 大里浩秋
- 孫安石